# Blepharis mitrata
Blepharis mitrata es una especie de planta herbácea perteneciente a la familia de las acantáceas. Se encuentra en el sur de África.

## Descripción
Es una planta glabrescente, con excepción de la inflorescencia, y con tallos  largos y duros, a menudo con las hojas de cuatro en cuatro, el par inferior reducido a espinas pinnadas, el par superior, oblongas o elípticas, subsésiles. Las flores de color azul claro.

## Taxonomía
Blepharis mitrata fue descrita por el botánico, pteridólogo inglés: Charles Baron Clarke y publicado en Flora Capensis 5: 27.
Etimología
Blepharis: nombre genérico del griego blepharon = "pestañas".
mitrata: epíteto
Sinonimia
- Acanthopsis carduifolia auct.
- Blepharis acaulis auct.[2]
- Acanthodium capense var. villosum Nees
- Blepharis villosa (Nees) C.B.Clarke[4]